# Duitsland op het wereldkampioenschap voetbal 2022
Duitsland is een van de deelnemende landen aan het wereldkampioenschap voetbal 2022 in Qatar. Het is de twintigste deelname van het land en de achttiende achtereenvolgende. Hansi Flick is de bondscoach. Duitsland werd in de groepsfase uitgeschakeld, in een groep met Japan, Spanje en Costa Rica.

## Kwalificatie
Duitsland werd in december 2020 ingedeeld in groep J van de kwalificatiereeks, met Roemenië, IJsland, Noord-Macedonië, Armenië en Liechtenstein. Bij de start van de kwalificatiereeks was Joachim Löw de bondscoach. In de eerste wedstrijd, thuis tegen IJsland, waren Leon Goretzka en Kai Havertz binnen zeven minuten trefzeker. In de tweede helft werd daar een doelpunt van İlkay Gündoğan aan toegevoegd, terwijl Duitsland de nul hield. De eerste uitwedstrijd werd ook door Duitsland gewonnen, dankzij een doelpunt van Serge Gnabry tegen Roemenië. Drie dagen later ging Duitsland verrassend onderuit in eigen huis tegen Noord-Macedonië. Gündoğan wist gelijk te maken na de openingstreffer van Goran Pandev, maar een laat doelpunt van Eljif Elmas wist Duitsland niet boven te komen. Het was Duitslands eerste nederlaag in 35 WK-kwalificatiewedstrijden. Na het EK in juni 2021 stopte Löw als bondscoach en werd hij opgevolgd door Hansi Flick. Onder zijn leiding werden alle zeven overige WK-kwalificatiewedstrijden gewonnen, waaronder met grote cijfers tegen Armenië (6–0) en Liechtenstein (9–0). Duitsland verzekerde zich op 11 oktober 2021 met nog twee wedstrijden te gaan van de groepswinst en dus kwalificatie voor de WK-eindronde, met een 0–4 overwinning tegen Noord-Macedonië.
Bij de meeste wedstrijden was er wegens de coronacrisis een beperkt aantal toeschouwers aanwezig. Duitslands eerste drie wedstrijden van de kwalificatiereeks werden zelfs achter gesloten deuren gespeeld. Duitsland scoorde in 10 groepswedstrijden 36 keer. Alleen Engeland (39) deed dat vaker.

### Wedstrijden
|                                                |                                     |         |         |                                                                                              |
| 25 maart 2021 «onderlinge duels» 20.45 (UTC+1) | Duitsland                           | 3 – 0   | IJsland | Stadion: Schauinsland-Reisen-Arena, Duisburg Toeschouwers: 0 Scheidsrechter: Srđan Jovanović |
| 25 maart 2021 «onderlinge duels» 20.45 (UTC+1) | Goretzka 3' Havertz 7' Gündoğan 56' | Verslag |         | Stadion: Schauinsland-Reisen-Arena, Duisburg Toeschouwers: 0 Scheidsrechter: Srđan Jovanović |
| 25 maart 2021 «onderlinge duels» 20.45 (UTC+1) |                                     |         |         | Stadion: Schauinsland-Reisen-Arena, Duisburg Toeschouwers: 0 Scheidsrechter: Srđan Jovanović |
| 25 maart 2021 «onderlinge duels» 20.45 (UTC+1) |                                     |         |         | Stadion: Schauinsland-Reisen-Arena, Duisburg Toeschouwers: 0 Scheidsrechter: Srđan Jovanović |
|                                                |                                     |         |         |                                                                                              |

|                                                |          |         |            |                                                                                    |
| 28 maart 2021 «onderlinge duels» 21.45 (UTC+3) | Roemenië | 0 – 1   | Duitsland  | Stadion: Arena Națională, Boekarest Toeschouwers: 0 Scheidsrechter: Clément Turpin |
| 28 maart 2021 «onderlinge duels» 21.45 (UTC+3) |          | Verslag | 17' Gnabry | Stadion: Arena Națională, Boekarest Toeschouwers: 0 Scheidsrechter: Clément Turpin |
| 28 maart 2021 «onderlinge duels» 21.45 (UTC+3) |          |         |            | Stadion: Arena Națională, Boekarest Toeschouwers: 0 Scheidsrechter: Clément Turpin |
| 28 maart 2021 «onderlinge duels» 21.45 (UTC+3) |          |         |            | Stadion: Arena Națională, Boekarest Toeschouwers: 0 Scheidsrechter: Clément Turpin |
|                                                |          |         |            |                                                                                    |

|                                                |                     |         |                        |                                                                                              |
| 31 maart 2021 «onderlinge duels» 20.45 (UTC+2) | Duitsland           | 1 – 2   | Noord-Macedonië        | Stadion: Schauinsland-Reisen-Arena, Duisburg Toeschouwers: 0 Scheidsrechter: Sergej Karasjov |
| 31 maart 2021 «onderlinge duels» 20.45 (UTC+2) | Gündoğan 63' (pen.) | Verslag | 45+2' Pandev 85' Elmas | Stadion: Schauinsland-Reisen-Arena, Duisburg Toeschouwers: 0 Scheidsrechter: Sergej Karasjov |
| 31 maart 2021 «onderlinge duels» 20.45 (UTC+2) |                     |         |                        | Stadion: Schauinsland-Reisen-Arena, Duisburg Toeschouwers: 0 Scheidsrechter: Sergej Karasjov |
| 31 maart 2021 «onderlinge duels» 20.45 (UTC+2) |                     |         |                        | Stadion: Schauinsland-Reisen-Arena, Duisburg Toeschouwers: 0 Scheidsrechter: Sergej Karasjov |
|                                                |                     |         |                        |                                                                                              |

|                                                   |               |         |                     |                                                                                      |
| 2 september 2021 «onderlinge duels» 20.45 (UTC+2) | Liechtenstein | 0 – 2   | Duitsland           | Stadion: Kybunpark, Sankt Gallen Toeschouwers: 7.958 Scheidsrechter: Fábio Veríssimo |
| 2 september 2021 «onderlinge duels» 20.45 (UTC+2) |               | Verslag | 41' Werner 77' Sané | Stadion: Kybunpark, Sankt Gallen Toeschouwers: 7.958 Scheidsrechter: Fábio Veríssimo |
| 2 september 2021 «onderlinge duels» 20.45 (UTC+2) |               |         |                     | Stadion: Kybunpark, Sankt Gallen Toeschouwers: 7.958 Scheidsrechter: Fábio Veríssimo |
| 2 september 2021 «onderlinge duels» 20.45 (UTC+2) |               |         |                     | Stadion: Kybunpark, Sankt Gallen Toeschouwers: 7.958 Scheidsrechter: Fábio Veríssimo |
|                                                   |               |         |                     |                                                                                      |

|                                                   |                                                              |         |         |                                                                                             |
| 5 september 2021 «onderlinge duels» 20.45 (UTC+2) | Duitsland                                                    | 6 – 0   | Armenië | Stadion: Mercedes-Benz Arena, Stuttgart Toeschouwers: 18.086 Scheidsrechter: William Collum |
| 5 september 2021 «onderlinge duels» 20.45 (UTC+2) | Gnabry 6', 15' Reus 35' Werner 45' Hofmann 52' Adeyemi 90+1' | Verslag |         | Stadion: Mercedes-Benz Arena, Stuttgart Toeschouwers: 18.086 Scheidsrechter: William Collum |
| 5 september 2021 «onderlinge duels» 20.45 (UTC+2) |                                                              |         |         | Stadion: Mercedes-Benz Arena, Stuttgart Toeschouwers: 18.086 Scheidsrechter: William Collum |
| 5 september 2021 «onderlinge duels» 20.45 (UTC+2) |                                                              |         |         | Stadion: Mercedes-Benz Arena, Stuttgart Toeschouwers: 18.086 Scheidsrechter: William Collum |
|                                                   |                                                              |         |         |                                                                                             |

|                                                 |         |         |                                           |                                                                                         |
| 8 september 2021 «onderlinge duels» 18.45 (UTC) | IJsland | 0 – 4   | Duitsland                                 | Stadion: Laugardalsvöllur, Reykjavik Toeschouwers: 3.505 Scheidsrechter: Andreas Ekberg |
| 8 september 2021 «onderlinge duels» 18.45 (UTC) |         | Verslag | 4' Gnabry 24' Rüdiger 56' Sané 89' Werner | Stadion: Laugardalsvöllur, Reykjavik Toeschouwers: 3.505 Scheidsrechter: Andreas Ekberg |
| 8 september 2021 «onderlinge duels» 18.45 (UTC) |         |         |                                           | Stadion: Laugardalsvöllur, Reykjavik Toeschouwers: 3.505 Scheidsrechter: Andreas Ekberg |
| 8 september 2021 «onderlinge duels» 18.45 (UTC) |         |         |                                           | Stadion: Laugardalsvöllur, Reykjavik Toeschouwers: 3.505 Scheidsrechter: Andreas Ekberg |
|                                                 |         |         |                                           |                                                                                         |

|                                                 |                       |         |          |                                                                                      |
| 8 oktober 2021 «onderlinge duels» 20.45 (UTC+2) | Duitsland             | 2 – 1   | Roemenië | Stadion: Volksparkstadion, Hamburg Toeschouwers: 25.000 Scheidsrechter: Cüneyt Çakır |
| 8 oktober 2021 «onderlinge duels» 20.45 (UTC+2) | Gnabry 52' Müller 81' | Verslag | 9' Hagi  | Stadion: Volksparkstadion, Hamburg Toeschouwers: 25.000 Scheidsrechter: Cüneyt Çakır |
| 8 oktober 2021 «onderlinge duels» 20.45 (UTC+2) |                       |         |          | Stadion: Volksparkstadion, Hamburg Toeschouwers: 25.000 Scheidsrechter: Cüneyt Çakır |
| 8 oktober 2021 «onderlinge duels» 20.45 (UTC+2) |                       |         |          | Stadion: Volksparkstadion, Hamburg Toeschouwers: 25.000 Scheidsrechter: Cüneyt Çakır |
|                                                 |                       |         |          |                                                                                      |

|                                                  |                 |         |                                         |                                                                                        |
| 11 oktober 2021 «onderlinge duels» 20.45 (UTC+2) | Noord-Macedonië | 0 – 4   | Duitsland                               | Stadion: Toše Proeskiarena, Skopje Toeschouwers: 16.182 Scheidsrechter: Danny Makkelie |
| 11 oktober 2021 «onderlinge duels» 20.45 (UTC+2) |                 | Verslag | 50' Havertz 70', 73' Werner 83' Musiala | Stadion: Toše Proeskiarena, Skopje Toeschouwers: 16.182 Scheidsrechter: Danny Makkelie |
| 11 oktober 2021 «onderlinge duels» 20.45 (UTC+2) |                 |         |                                         | Stadion: Toše Proeskiarena, Skopje Toeschouwers: 16.182 Scheidsrechter: Danny Makkelie |
| 11 oktober 2021 «onderlinge duels» 20.45 (UTC+2) |                 |         |                                         | Stadion: Toše Proeskiarena, Skopje Toeschouwers: 16.182 Scheidsrechter: Danny Makkelie |
|                                                  |                 |         |                                         |                                                                                        |

|                                                   | |         |               |                                                                                           |
| 11 november 2021 «onderlinge duels» 20.45 (UTC+1) | Duitsland                                                                                                 | 9 – 0   | Liechtenstein | Stadion: Volkswagen-Arena, Wolfsburg Toeschouwers: 25.984 Scheidsrechter: Ivana Martinčić |
| 11 november 2021 «onderlinge duels» 20.45 (UTC+1) | Gündoğan 11' (pen.) Kaufmann 20' (e.d.) Sané 22', 49' Reus 23' Müller 76', 86' Baku 80' Göppel 89' (e.d.) | Verslag | 9' Hofer      | Stadion: Volkswagen-Arena, Wolfsburg Toeschouwers: 25.984 Scheidsrechter: Ivana Martinčić |
| 11 november 2021 «onderlinge duels» 20.45 (UTC+1) | |         |               | Stadion: Volkswagen-Arena, Wolfsburg Toeschouwers: 25.984 Scheidsrechter: Ivana Martinčić |
| 11 november 2021 «onderlinge duels» 20.45 (UTC+1) | |         |               | Stadion: Volkswagen-Arena, Wolfsburg Toeschouwers: 25.984 Scheidsrechter: Ivana Martinčić |
|                                                   | |         |               |                                                                                           |

|                                                   |                       |         |                                                    | |
| 14 november 2021 «onderlinge duels» 21.00 (UTC+4) | Armenië               | 1 – 4   | Duitsland                                          | Stadion: Republikeins Stadion Vazgen Sargsian, Jerevan Toeschouwers: 12.800 Scheidsrechter: François Letexier |
| 14 november 2021 «onderlinge duels» 21.00 (UTC+4) | Mchitarjan 59' (pen.) | Verslag | 15' Havertz 45+4' (pen.), 50' Gündoğan 64' Hofmann | Stadion: Republikeins Stadion Vazgen Sargsian, Jerevan Toeschouwers: 12.800 Scheidsrechter: François Letexier |
| 14 november 2021 «onderlinge duels» 21.00 (UTC+4) |                       |         |                                                    | Stadion: Republikeins Stadion Vazgen Sargsian, Jerevan Toeschouwers: 12.800 Scheidsrechter: François Letexier |
| 14 november 2021 «onderlinge duels» 21.00 (UTC+4) |                       |         |                                                    | Stadion: Republikeins Stadion Vazgen Sargsian, Jerevan Toeschouwers: 12.800 Scheidsrechter: François Letexier |
|                                                   |                       |         |                                                    | |

### Eindstand groep J
| Pos | Team            | Wed | W | G | V | Ptn | DV | DT | +/− | Kwalificatie                |
| --- | --------------- | --- | - | - | - | --- | -- | -- | --- | --------------------------- |
| 1   | Duitsland       | 10  | 9 | 0 | 1 | 27  | 36 | 4  | +32 | Gekwalificeerd voor WK 2022 |
| 2   | Noord-Macedonië | 10  | 5 | 3 | 2 | 18  | 23 | 11 | +12 | Deelname aan play-offs      |
| 3   | Roemenië        | 10  | 5 | 2 | 3 | 17  | 13 | 8  | +5  |                             |
| 4   | Armenië         | 10  | 3 | 3 | 4 | 12  | 9  | 20 | −11 |                             |
| 5   | IJsland         | 10  | 2 | 3 | 5 | 9   | 12 | 18 | −6  |                             |
| 6   | Liechtenstein   | 10  | 0 | 1 | 9 | 1   | 2  | 34 | −32 |                             |

### Spelersstatistieken
Gedurende de kwalificatiecampagne kwamen er 33 spelers in actie namens Duitsland. Geen enkele speler kwam in alle wedstrijden in actie. Tijdens de kwalificatiereeks debuteerden Jamal Musiala, Karim Adeyemi, Lukas Nmecha, David Raum en Florian Wirtz in het nationale elftal, terwijl Adeyemi, Jonas Hofmann, Musiala en Ridle Baku hun eerste interlanddoelpunten maakten.
| Naam                  | GW |   |   |   |   |   |   |
| --------------------- | -- | - | - | - | - | - | - |
| Leon Goretzka         | 9  | 1 | 0 | 0 | 0 | 1 | 4 |
| Joshua Kimmich        | 8  | 0 | 1 | 0 | 0 | 0 | 2 |
| Leroy Sané            | 8  | 4 | 1 | 0 | 0 | 0 | 7 |
| İlkay Gündoğan        | 8  | 5 | 0 | 0 | 0 | 1 | 3 |
| Serge Gnabry          | 8  | 5 | 0 | 0 | 0 | 1 | 5 |
| Timo Werner           | 8  | 5 | 0 | 0 | 0 | 2 | 2 |
| Kai Havertz           | 8  | 2 | 1 | 0 | 0 | 2 | 5 |
| Antonio Rüdiger       | 7  | 1 | 2 | 0 | 0 | 0 | 0 |
| Thilo Kehrer          | 7  | 0 | 1 | 0 | 0 | 0 | 2 |
| Jonas Hofmann         | 7  | 2 | 0 | 0 | 0 | 2 | 4 |
| Manuel Neuer          | 6  | 0 | 0 | 0 | 0 | 0 | 0 |
| Niklas Süle           | 6  | 0 | 0 | 0 | 0 | 0 | 1 |
| Jamal Musiala         | 6  | 0 | 0 | 0 | 0 | 5 | 1 |
| Matthias Ginter       | 5  | 0 | 0 | 0 | 0 | 1 | 1 |
| Lukas Klostermann     | 5  | 0 | 0 | 0 | 0 | 2 | 0 |
| Florian Neuhaus       | 5  | 0 | 1 | 0 | 0 | 4 | 1 |
| Marco Reus            | 4  | 2 | 0 | 0 | 0 | 1 | 2 |
| Thomas Müller         | 4  | 3 | 0 | 0 | 0 | 1 | 2 |
| Florian Wirtz         | 4  | 0 | 0 | 0 | 0 | 4 | 0 |
| Emre Can              | 3  | 0 | 1 | 0 | 0 | 0 | 0 |
| Marc-André ter Stegen | 3  | 0 | 0 | 0 | 0 | 0 | 0 |
| David Raum            | 3  | 0 | 0 | 0 | 0 | 1 | 0 |
| Ridle Baku            | 3  | 1 | 0 | 0 | 0 | 1 | 1 |
| Robin Gosens          | 3  | 0 | 1 | 0 | 0 | 1 | 1 |
| Karim Adeyemi         | 3  | 1 | 0 | 0 | 0 | 3 | 0 |
| Amin Younes           | 3  | 0 | 0 | 0 | 0 | 3 | 0 |
| Maximilian Arnold     | 2  | 0 | 1 | 0 | 0 | 2 | 0 |
| Lukas Nmecha          | 2  | 0 | 0 | 0 | 0 | 2 | 0 |
| Kevin Volland         | 2  | 0 | 0 | 0 | 0 | 2 | 0 |
| Bernd Leno            | 1  | 0 | 0 | 0 | 0 | 0 | 0 |
| Christian Günter      | 1  | 0 | 0 | 0 | 0 | 0 | 0 |
| Jonathan Tah          | 1  | 0 | 0 | 0 | 0 | 0 | 0 |
| Julian Brandt         | 1  | 0 | 0 | 0 | 0 | 1 | 0 |

## Voorbereiding
Tussen 14 en 18 november 2022 verblijft Duitsland in Oman ter voorbereiding op het wereldkampioenschap. Daar speelt het op 16 november een oefenwedstrijd tegen het nationale elftal van Oman. Marc-André ter Stegen reisde niet mee met de groep richting Oman, omdat hij last had van buikgriep.
|                                                                 |      |              |           | |
| 16 november 2022 «onderlinge duels» 21:00 (UTC+4) 18:00 (UTC+1) | Oman | 0 – 1        | Duitsland | Stadion: Sultan Qaboos Sports Complex, Muscat Toeschouwers: 25.654 Scheidsrechter: Mohammed Al-Hoish |
| 16 november 2022 «onderlinge duels» 21:00 (UTC+4) 18:00 (UTC+1) |      | 80' Füllkrug |           | Stadion: Sultan Qaboos Sports Complex, Muscat Toeschouwers: 25.654 Scheidsrechter: Mohammed Al-Hoish |
| 16 november 2022 «onderlinge duels» 21:00 (UTC+4) 18:00 (UTC+1) |      |              |           | Stadion: Sultan Qaboos Sports Complex, Muscat Toeschouwers: 25.654 Scheidsrechter: Mohammed Al-Hoish |
| 16 november 2022 «onderlinge duels» 21:00 (UTC+4) 18:00 (UTC+1) |      |              |           | Stadion: Sultan Qaboos Sports Complex, Muscat Toeschouwers: 25.654 Scheidsrechter: Mohammed Al-Hoish |
|                                                                 |      |              |           | |

## Eindronde
Bij de loting in Doha op 1 april 2022 werd Duitsland ingedeeld in groep E, met Spanje, Japan en Costa Rica. Op 18 november 2022 reist het team af naar Qatar, waar het verbleef in Al Ruwais. De eerste wedstrijd van Duitsland werd gespeeld op 23 november, tegen Japan. Duitsland domineerde en pakte via een benutte strafschop van İlkay Gündoğan de voorsprong in de eerste helft, maar richting het eind van de tweede helft scoorden Ritsu Doan en Takuma Asano voor Japan, waardoor Duitsland de eerste groepswedstrijd verloor. De tweede groepswedstrijd tegen Spanje eindigde in een gelijkspel. In het laatste half uur waren de ingevallen spitsen Álvaro Morata en Niclas Füllkrug trefzeker. Duitsland moest de laatste wedstrijd tegen Costa Rica winnen om kans te houden op het bereiken van de achtste finales. Duitsland kwam binnen tien minuten op voorsprong na een treffer van Serge Gnabry, maar in de tweede helft wist Costa Rica de voorsprong te maken met een doelpunt van Yeltsin Tejeda en een eigen doelpunt van Manuel Neuer, die zijn negentiende WK-wedstrijd speelde; een record voor een doelman. Twee doelpunten van Kai Havertz en een doelpunt van Füllkrug zorgden toch voor een Duitse zege, maar doordat Japan gelijktijdig won van Spanje, was Duitsland uitgeschakeld.

### Selectie en statistieken
Op 10 november 2022 werd een 26-koppige selectie bekendgemaakt. Youssoufa Moukoko wordt op de dag dat het WK start 18 jaar en is daarmee de jongste speler in de selectie. Samen met Niclas Füllkrug is hij de enige speler in de selectie die bij het bekendmaken van de selectie nog geen interland had gespeeld. Manuel Neuer is met 36 jaar de oudste speler in de selectie, gevolgd door Thomas Müller, die met 118 interlands voorafgaand aan de WK-eindronde de meest ervaren speler en met 44 interlanddoelpunten tevens de topscorer van de selectie is. Met Müller, Mario Götze, İlkay Gündoğan, Leon Goretzka, Joshua Kimmich, Julian Brandt, Antonio Rüdiger, Matthias Ginter, Niklas Süle, Manuel Neuer, Kevin Trapp en Marc-André ter Stegen heeft Duitsland twaalf spelers in de selectie die al eens eerder actief waren op het wereldkampioenschap.
| Nr.           | Naam                  | Geboortedatum     | GW |   |   |   |   |   |   | Club                     |
| ------------- | --------------------- | ----------------- | -- | - | - | - | - | - | - | ------------------------ |
| Doelmannen    |                       |                   |    |   |   |   |   |   |   |                          |
| 1             | Manuel Neuer          | 27 maart 1986     | 3  | 0 | 0 | 0 | 0 | 0 | 0 | Bayern München           |
| 12            | Kevin Trapp           | 8 juli 1990       | 0  | 0 | 0 | 0 | 0 | 0 | 0 | Eintracht Frankfurt      |
| 22            | Marc-André ter Stegen | 30 april 1992     | 0  | 0 | 0 | 0 | 0 | 0 | 0 | FC Barcelona             |
| Verdedigers   |                       |                   |    |   |   |   |   |   |   |                          |
| 2             | Antonio Rüdiger       | 3 maart 1993      | 3  | 0 | 0 | 0 | 0 | 0 | 0 | Real Madrid              |
| 3             | David Raum            | 22 april 1998     | 3  | 0 | 0 | 0 | 0 | 0 | 2 | RB Leipzig               |
| 4             | Matthias Ginter       | 19 januari 1994   | 1  | 0 | 0 | 0 | 0 | 1 | 0 | SC Freiburg              |
| 5             | Thilo Kehrer          | 21 september 1996 | 1  | 0 | 1 | 0 | 0 | 0 | 1 | West Ham United          |
| 15            | Niklas Süle           | 3 september 1995  | 3  | 0 | 0 | 0 | 0 | 0 | 1 | Borussia Dortmund        |
| 16            | Lukas Klostermann     | 3 juni 1996       | 2  | 0 | 0 | 0 | 0 | 2 | 0 | RB Leipzig               |
| 20            | Christian Günter      | 28 februari 1993  | 0  | 0 | 0 | 0 | 0 | 0 | 0 | SC Freiburg              |
| 23            | Nico Schlotterbeck    | 1 december 1999   | 2  | 0 | 0 | 0 | 0 | 1 | 0 | Borussia Dortmund        |
| 25            | Armel Bella-Kotchap   | 11 december 2001  | 0  | 0 | 0 | 0 | 0 | 0 | 0 | Southampton FC           |
| Middenvelders |                       |                   |    |   |   |   |   |   |   |                          |
| 6             | Joshua Kimmich        | 8 februari 1995   | 3  | 0 | 1 | 0 | 0 | 0 | 0 | Bayern München           |
| 8             | Leon Goretzka         | 6 februari 1995   | 3  | 0 | 1 | 0 | 0 | 1 | 1 | Bayern München           |
| 11            | Mario Götze           | 3 juni 1992       | 2  | 0 | 0 | 0 | 0 | 2 | 0 | Eintracht Frankfurt      |
| 14            | Jamal Musiala         | 26 februari 2003  | 3  | 0 | 0 | 0 | 0 | 0 | 1 | Bayern München           |
| 21            | İlkay Gündoğan        | 24 oktober 1990   | 3  | 1 | 0 | 0 | 0 | 0 | 3 | Manchester City          |
| Aanvallers    |                       |                   |    |   |   |   |   |   |   |                          |
| 7             | Kai Havertz           | 11 juni 1999      | 2  | 2 | 0 | 0 | 0 | 1 | 1 | Chelsea FC               |
| 9             | Niclas Füllkrug       | 9 februari 1993   | 3  | 2 | 0 | 0 | 0 | 3 | 0 | Werder Bremen            |
| 10            | Serge Gnabry          | 14 juli 1995      | 3  | 1 | 0 | 0 | 0 | 0 | 2 | Bayern München           |
| 13            | Thomas Müller         | 13 september 1989 | 3  | 0 | 0 | 0 | 0 | 0 | 3 | Bayern München           |
| 17            | Julian Brandt         | 2 mei 1995        | 0  | 0 | 0 | 0 | 0 | 0 | 0 | Borussia Dortmund        |
| 18            | Jonas Hofmann         | 14 juli 1992      | 2  | 0 | 0 | 0 | 0 | 2 | 0 | Borussia Mönchengladbach |
| 19            | Leroy Sané            | 11 januari 1996   | 2  | 0 | 0 | 0 | 0 | 1 | 0 | Bayern München           |
| 24            | Karim Adeyemi         | 18 januari 2002   | 0  | 0 | 0 | 0 | 0 | 0 | 0 | Borussia Dortmund        |
| 26            | Youssoufa Moukoko     | 20 november 2004  | 1  | 0 | 0 | 0 | 0 | 1 | 0 | Borussia Dortmund        |

| Technische staf    |                      |
| Hansi Flick        | Bondscoach           |
| Marcus Sorg        | Assistent-bondscoach |
| Danny Röhl         | Assistent-bondscoach |
| Andreas Kronenberg | Keeperstrainer       |
| Michael Fuchs      | Keeperstrainer       |

### Stand groep E
| Pos | Team       | Wed | W | G | V | Ptn | DV | DT | +/− | Kwalificatie               |
| --- | ---------- | --- | - | - | - | --- | -- | -- | --- | -------------------------- |
| 1   | Japan      | 3   | 2 | 0 | 1 | 6   | 4  | 3  | +1  | Door naar de knock-outfase |
| 2   | Spanje     | 3   | 1 | 1 | 1 | 4   | 9  | 3  | +6  | Door naar de knock-outfase |
| 3   | Duitsland  | 3   | 1 | 1 | 1 | 4   | 6  | 5  | +1  |                            |
| 4   | Costa Rica | 3   | 1 | 0 | 2 | 3   | 3  | 11 | −8  |                            |

### Wedstrijden

#### Groepsfase
|                                                                 |                     |         |                    | |
| 23 november 2022 «onderlinge duels» 16:00 (UTC+3) 14:00 (UTC+1) | Duitsland           | 1 – 2   | Japan              | Stadion: Khalifa Internationaal Stadion, Ar Rayyan Toeschouwers: 42.608 Scheidsrechter: Iván Barton |
| 23 november 2022 «onderlinge duels» 16:00 (UTC+3) 14:00 (UTC+1) | Gündoğan 33' (pen.) | Verslag | 75' Doan 83' Asano | Stadion: Khalifa Internationaal Stadion, Ar Rayyan Toeschouwers: 42.608 Scheidsrechter: Iván Barton |
| 23 november 2022 «onderlinge duels» 16:00 (UTC+3) 14:00 (UTC+1) |                     |         |                    | Stadion: Khalifa Internationaal Stadion, Ar Rayyan Toeschouwers: 42.608 Scheidsrechter: Iván Barton |
| 23 november 2022 «onderlinge duels» 16:00 (UTC+3) 14:00 (UTC+1) |                     |         |                    | Stadion: Khalifa Internationaal Stadion, Ar Rayyan Toeschouwers: 42.608 Scheidsrechter: Iván Barton |
|                                                                 |                     |         |                    | |

|                                                                 |            |         |              |                                                                                       |
| 27 november 2022 «onderlinge duels» 19:00 (UTC+3) 17:00 (UTC+1) | Spanje     | 1 – 1   | Duitsland    | Stadion: Al Baytstadion, Al Khawr Toeschouwers: 68.895 Scheidsrechter: Danny Makkelie |
| 27 november 2022 «onderlinge duels» 19:00 (UTC+3) 17:00 (UTC+1) | Morata 62' | Verslag | 83' Füllkrug | Stadion: Al Baytstadion, Al Khawr Toeschouwers: 68.895 Scheidsrechter: Danny Makkelie |
| 27 november 2022 «onderlinge duels» 19:00 (UTC+3) 17:00 (UTC+1) |            |         |              | Stadion: Al Baytstadion, Al Khawr Toeschouwers: 68.895 Scheidsrechter: Danny Makkelie |
| 27 november 2022 «onderlinge duels» 19:00 (UTC+3) 17:00 (UTC+1) |            |         |              | Stadion: Al Baytstadion, Al Khawr Toeschouwers: 68.895 Scheidsrechter: Danny Makkelie |
|                                                                 |            |         |              |                                                                                       |

|                                                                |                             |         |                                          |                                                                                           |
| 1 december 2022 «onderlinge duels» 22:00 (UTC+3) 20:00 (UTC+1) | Costa Rica                  | 2 – 4   | Duitsland                                | Stadion: Al Baytstadion, Al Khawr Toeschouwers: 67.054 Scheidsrechter: Stéphanie Frappart |
| 1 december 2022 «onderlinge duels» 22:00 (UTC+3) 20:00 (UTC+1) | Tejeda 58' Neuer 70' (e.d.) | Verslag | 10' Gnabry 73', 85' Havertz 89' Füllkrug | Stadion: Al Baytstadion, Al Khawr Toeschouwers: 67.054 Scheidsrechter: Stéphanie Frappart |
| 1 december 2022 «onderlinge duels» 22:00 (UTC+3) 20:00 (UTC+1) |                             |         |                                          | Stadion: Al Baytstadion, Al Khawr Toeschouwers: 67.054 Scheidsrechter: Stéphanie Frappart |
| 1 december 2022 «onderlinge duels» 22:00 (UTC+3) 20:00 (UTC+1) |                             |         |                                          | Stadion: Al Baytstadion, Al Khawr Toeschouwers: 67.054 Scheidsrechter: Stéphanie Frappart |
|                                                                |                             |         |                                          |                                                                                           |

DFB · A-internationals · Bondscoaches · Duits vrouwenelftal · Olympisch elftal · Duitsland U21 · Duitsland U20 · Duitsland U19 · Duitsland U18 · Duitsland U17 · Duitsland U16 · Vrouwen U17
1905 – 1919 · 
1920 – 1929 · 
1930 – 1939 · 
1940 – 1949 · 
1950 – 1959 · 
1960 – 1969 · 
1970 – 1979 · 
1980 – 1989 · 
1990 – 1999 · 
2000 – 2009 · 
2010 – 2019 · 
2020 – 2029
EK's: 1972 · 
1976 · 
1980 · 
1984 · 
1988 · 
1992 · 
1996 · 
2000 · 
2004 · 
2008 · 
2012 · 
2016 · 
2020 · 
2024
CC: 1999 · 
2005 · 
2017
WK's: 1934 ·
1938 · 
1954 · 
1958 · 
1962 · 
1966 · 
1970 · 
1974 · 
1978 · 
1982 · 
1986 · 
1990 · 
1994 · 
1998 · 
2002 · 
2006 · 
2010 · 
2014 · 
2018 · 
2022
OS: 1912 ·
1928 ·
1936 ·
2016 ·
2020
Albanië ·
Algerije ·
Argentinië ·
Armenië ·
Australië ·
Azerbeidzjan ·
België ·
Bohemen en Moravië ·
Bolivia ·
Bosnië en Herzegovina ·
Brazilië ·
Bulgarije ·
Canada ·
Chili ·
China ·
Colombia ·
Costa Rica ·
Cyprus ·
DDR ·
Denemarken ·
Ecuador ·
Egypte ·
Engeland ·
Estland ·
Faeröer ·
Finland ·
Frankrijk ·
Georgië ·
Ghana ·
Gibraltar ·
GOS ·
Griekenland ·
Hongarije ·
Ierland ·
IJsland ·
Iran ·
Israël ·
Italië ·
Ivoorkust ·
Japan ·
Joegoslavië ·
Kameroen ·
Kazachstan ·
Koeweit ·
Kroatië ·
Letland ·
Liechtenstein ·
Litouwen ·
Luxemburg ·
Malta ·
Marokko ·
Mexico ·
Moldavië ·
Nederland ·
Nieuw-Zeeland ·
Nigeria ·
Noord-Ierland ·
Noord-Macedonië ·
Noorwegen ·
Oekraïne ·
Oman ·
Oostenrijk ·
Paraguay ·
Peru ·
Polen ·
Portugal ·
Roemenië ·
Rusland ·
Saarland ·
San Marino ·
Saoedi-Arabië ·
Schotland ·
Servië ·
Servië en Montenegro · 
Slovenië ·
Slowakije ·
Sovjet-Unie ·
Spanje ·
Thailand ·
Tsjechië ·
Tsjecho-Slowakije ·
Tunesië ·
Turkije ·
Uruguay ·
Verenigde Arabische Emiraten ·
Verenigde Staten ·
Wales ·
Wit-Rusland ·
Zuid-Afrika ·
Zuid-Korea ·
Zweden ·
Zwitserland
Algerije (1982) · 
Algerije (2014) · 
Argentinië (1986) ·
Argentinië (1990) ·
Argentinië (2006) ·
Argentinië (2014) · 
Australië (2010) ·
België (1980) · 
Brazilië (2002) ·
Brazilië (2014) · 
Chili (1982) ·
Costa Rica (2006) ·
Denemarken (1992) ·
Denemarken (2012) · 
Ecuador (2006) ·
Engeland (1966) ·
Engeland (1982) ·
Engeland (2010) ·
Engeland (2021) ·
Frankrijk (2014) · 
Frankrijk (2021) · 
Ghana (2014) ·
Griekenland (2012) · 
Hongarije (1954, 2) ·
Hongarije (2021) ·
Italië (1982) ·
Italië (2006) ·
Italië (2012) · 
Japan (2022) · 
Kroatië (2008) ·
Mexico (2018) ·
Nederland (1974) ·
Nederland (2012) ·
Oekraïne (2016) ·
Oostenrijk (1982) ·
Oostenrijk (2008) ·
Polen (2006) ·
Polen (2008) ·
Polen (2016) ·
Portugal (2006) ·
Portugal (2008) ·
Portugal (2012) ·
Portugal (2014) ·
Portugal (2021) ·
Servië (2010) ·
Sovjet-Unie (1972) · 
Spanje (1982) ·
Spanje (2008) ·
Spanje (2022) ·
Tsjechië (1996, 2) · 
Tsjecho-Slowakije (1976) ·
Turkije (2008) ·
Verenigde Staten (2014) ·
Zuid-Korea (2018) ·
Zweden (2006)
1 Neuer  ·
2 Rüdiger ·
3 Raum ·
4 Ginter ·
5 Kehrer ·
6 Kimmich ·
7 Havertz ·
8 Goretzka ·
9 Füllkrug ·
10 Gnabry ·
11 Götze ·
12 Trapp ·
13 Müller ·
14 Musiala ·
15 Süle ·
16 Klostermann ·
17 Brandt ·
18 Hofmann ·
19 Sané ·
20 Günter ·
21 Gündoğan ·
22 Ter Stegen ·
23 Schlotterbeck ·
24 Adeyemi ·
25 Bella-Kotchap ·
26 Moukoko ·
Coach: Flick